# Dionysius Böblinger
Dionysius Böblinger (* unbekannt; † 1515/16) war Steinmetz und Baumeister. Er war der Sohn von Hans Böblinger und hatte drei Brüder, die zu der schwäbischen Baumeisterfamilie der Böblinger gehören.
Bekannt ist, dass er die Peter- und Pauls-Kirche in Köngen 1513 fertigstellte und das vorhandene Kirchenschiff der St.-Ulrichs-Kirche in Stockheim vergrößerte. Böblingers Schwager oder Schwiegersohn, Stefan Waid, war ebenfalls am Neubau beteiligt. Waid wurde lange Zeit als alleiniger Baumeister angesehen, er war lediglich bei Böblinger beschäftigt, dessen Steinmetzzeichen über der Tür des alten Sakramentshauses entdeckt wurde.